# Gulomantung
Gulomantung is een bestuurslaag in het regentschap Gresik van de provincie Oost-Java, Indonesië. Gulomantung telt 3929 inwoners (volkstelling 2010).